# La otra conquista
La otra conquista es una película mexicana, dirigida por Salvador Carrasco y estrenada en 1998.

## Sinopsis
En México, hacia 1521, Topiltzin y su pueblo sufren la otra conquista, la espiritual, por parte de los españoles y la película narra la imposición de la nueva cultura y religión a las costumbres de su pueblo. Narra la conquista desde la perspectiva azteca, y muestra la lucha de Topiltzin, un hijo del emperador Moctezuma, por preservar la identidad religiosa y cultural de su pueblo.

## Temas importantes
La otra conquista trata la manera en que Topiltzin terminó por creer en la Virgen María, buscando su propio camino hasta la “gran señora de piel blanca”; otra vía, no la de adorar en secreto a los dioses muertos, ni la que le dictaban los religiosos, los nuevos señores extranjeros. Lo simboliza la escena final, donde el protagonista le quita la corona a la imagen de la Virgen y la lleva consigo a su habitación  teniéndola para él solo, donde se le queda mirando y se deja caer la estatua en todo el cuerpo quitándose así la vida.

## Rodaje y escenarios
Filmada en 1997 en locaciones del Distrito Federal (Basílica de Guadalupe, Coyoacán, Xochimilco); Estado de Morelos (Tepoztlán, Xochicalco); Estado de México (Ex-convento de Acolman, Ex-hacienda de Santa Mónica, Tepotzotlán, Tenayuca).

## Recepción de su estreno
Su estreno inicial en 1999 y reestreno en 2008 tuvieron muy buena aceptación. Dado el éxito comercial y de la crítica internacional, salió en DVD un 16 de octubre.